# Westray (isola)
Westray (47,13 km²) è un'isola sul Mare del Nord della Scozia nord-orientale, facente parte dell'arcipelago delle Orcadi. Definita la "regina delle isole", è l'isola più nord-occidentale dell'arcipelago, nonché la seconda isola più estesa tra le North Isles; conta una popolazione di circa 600 abitanti.
Centro principale dell'isola è Pierowall.

## Etimologia
Il toponimo Westray deriva dall'antico nordico e significa "isola occidentale".

## Geografia
Westray si trova a nord-est dell'isola di Rousay e a nord-ovest dell'isola di Eday. La costa occidentale si affaccia sul Call Sound, che la separa da Eday, Sanday e North Ronaldsay.

## Fauna
Sull'isola vivono oltre 100.000 uccelli marini.

## Archeologia

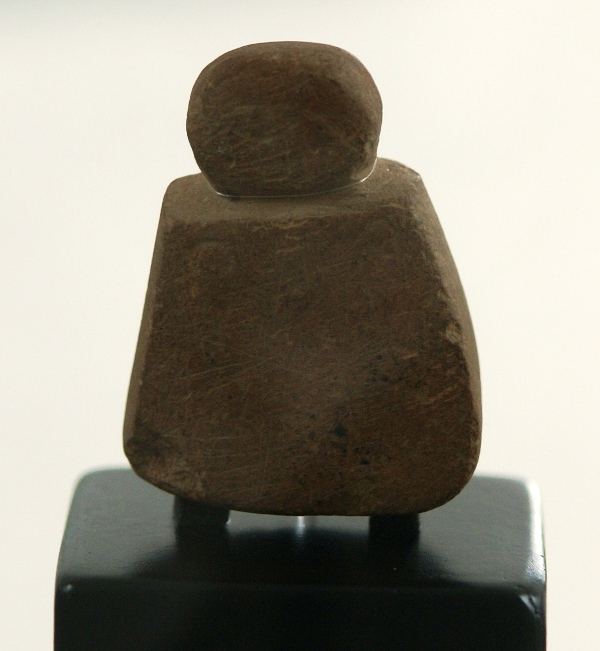
La "Venere delle Orcadi"

### La "Venere delle Orcadi"

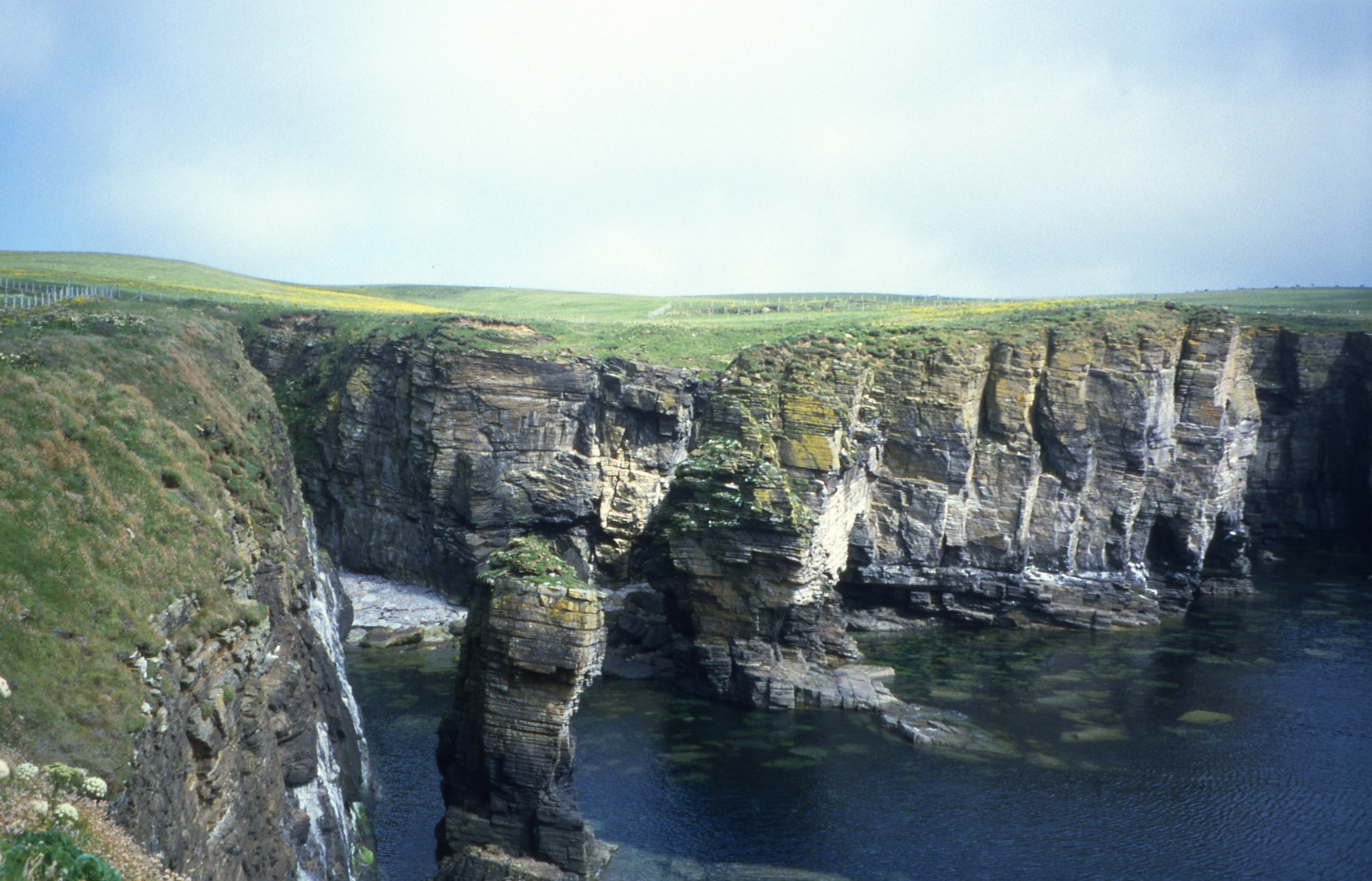
Scogliere dell'isola di Westray

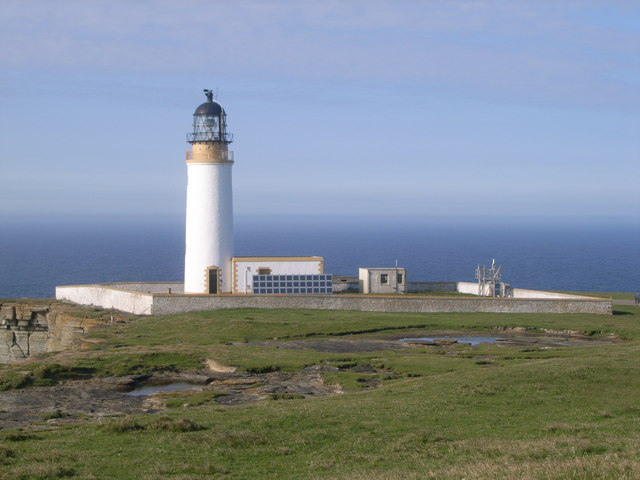
Il faro di Noup Head

Nel 2009, fu rinvenuta sull'isola la cosiddetta "Venere delle Orcadi" (Orkney Venus) o "Moglie di Westray" (Westray Wife), un piccolo manufatto risalente al Neolitico.

## Luoghi d'interesse

### Noup Head
Tra i luoghi d'interesse dell'isola vi è Noup Head, un promontorio situato nella parte nord-occidentale dell'isola
Sul promontorio si erge il faro di Noup Head, risalente al 1898.

### Noltland Castle

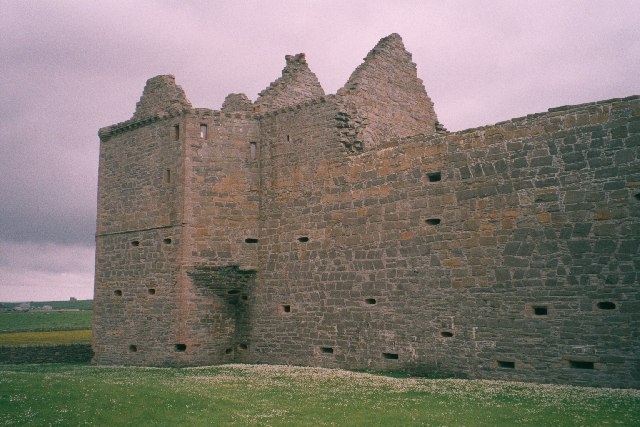
Noltland Castle

A Pierowall si ergono le rovine del Noltland Castle, un edificio eretto intorno al 1560 per volere di Gilbert Balfour.

### Lady Kirk
A Pierowall si trova inoltre il Lady Kirk, un edificio eretto nel XIII secolo e in gran parte ricostruito nel 1674.

## Trasporti
L'isola è raggiungibile via traghetto da Kirkwall (isola di Mainland), collegata alla località di Rapness. La traversata dura circa un'ora e mezza.
L'isola è inoltre dotata di un aeroporto, situato nella località di Aikerness, che garantisce i collegamenti con la vicina isola di Papa Westray. Si tratta del volo di linea più breve del mondo, della durata di appena due minuti.